# 신석교
신석교(辛奭敎, 1971년 9월 20일 ~ )는 대한민국의 전 필드하키 선수이자 현 지도자이다. 1989년부터 2002년까지 국가대표팀에서 활약했으며 1993부터 2001년까지 성남시청 소속으로 활동했다.

## 학력
- 마장중학교 졸업
- 성일고등학교 졸업
- 강원대학교 졸업

## 경력

### 선수
- 1994년 아시안 게임 남자 하키 국가대표
- 2002년 아시안 게임 남자 하키 국가대표

### 지도자
- 2010년 아시안 게임 남자 하키 국가대표팀 코치
- 성남시청 감독
- 2014년 아시안 게임 남자 하키 국가대표팀 감독

## 수상

### 선수
- 1993년 아시아 남자하키 선수권대회 금메달
- 1993년 인터콘티넨탈컵 세계남자하키선수권 대회 금메달
- 1994년 아시안 게임 남자 하키 금메달
- 2002년 아시안 게임 남자 하키 금메달

### 지도자
- 2014년 아시안 게임 남자 하키 동메달